# Monitoring hałasu w Polsce
Monitoring hałasu w Polsce –  jest jednym z zadań Państwowego Monitoringu Środowiska. Monitoringowe pomiary hałasu stanowią istotną informację o klimacie akustycznym województwa i są przydatne w procesie tworzenia map akustycznych w ramach realizacji oceny stanu akustycznego środowiska.

## Definicje pojęć
- Środowisko – Ogół elementów przyrodniczych, w tym także przekształconych w wyniku działalności człowieka, a w szczególności powierzchni ziemi, kopaliny, wody, powietrze, krajobraz, klimat oraz pozostałe elementy różnorodności biologicznej, a także wzajemne oddziaływanie pomiędzy tymi elementami
- Hałas – dźwięki o częstotliwościach od 16 Hz do 16000 Hz[1]

## Wskaźniki stosowane do oceny warunków akustycznych środowiska
- Poziom dźwięku A, w decybelach (dB)
- Równoważny poziom hałasu (równoważny poziom dźwięku A)
- Wskaźniki krótkookresowe
- Wskaźniki długookresowe
- Przekroczenie dopuszczalnego poziomu dźwięku
- Teren zagrożony hałasem
- Zasięg hałasu
- Emisja hałasu

|     | Rodzaj terenu | Dopuszczalny poziom hałasu w (dB)                    | Dopuszczalny poziom hałasu w (dB)                   | Dopuszczalny poziom hałasu w (dB)                                                                          | Dopuszczalny poziom hałasu w (dB)                                            |
|     | Rodzaj terenu | drogi lub linie kolejowe                             | drogi lub linie kolejowe                            | pozostałe obiekty i działalność będąca źródłem hałasu                                                      | pozostałe obiekty i działalność będąca źródłem hałasu                        |
| LP. | Rodzaj terenu | LAeq D przedział czasu odniesienia równy 16 godzinom | LAeq N przedział czasu odniesienia równy 8 godzinom | LAeq D przedział czasu odniesienia równy 8 najmniej korzystnym godzinom dnia kolejno po sobie następującym | LAeq N przedział czasu odniesienia równy 1 najmniej korzystnej godzinie nocy |
| --- | --- | ---------------------------------------------------- | --------------------------------------------------- | --- | ---------------------------------------------------------------------------- |
| 1   | a) Strefa ochronna "A"uzdrowiska b) Tereny szpitali poza miastem | 50                                                   | 45                                                  | 45 | 40                                                                           |
| 2   | a) Tereny zabudowy mieszkaniowej jednorodzinnej b) Tereny zabudowy związanej ze stałym pobytem dzieci i młodzieży c) Tereny domów opieki społecznej d) Tereny szpitali w miastach | 61                                                   | 56                                                  | 50 | 40                                                                           |
| 3   | a) Tereny zabudowy mieszkaniowej wielorodzinnej i zamieszkania zbiorowego b) Tereny zabudowy zagrodowej c) Tereny rekreacyjno – wypoczynkowe d) Tereny mieszkaniowo – usługowe    | 65                                                   | 56                                                  | 55 | 45                                                                           |
| 4   | a) Tereny w strefie śródmiejskiej miast powyżej 100 tys. mieszkańców | 68                                                   | 60                                                  | 55 | 45                                                                           |

LAeq D – równoważny poziomu dźwięku A dla pory dnia, wyznaczona dla jednej doby bądź okresu pomiaru
LAeq N – równoważny poziomu dźwięku A dla pory nocy, wyznaczony dla jednej doby bądź okresu pomiaru

## Wyniki
W roku 2015 pomiarami objęto 1324 zakłady lub instalacje przemysłowe, w 271 obiektach stwierdzono przekroczenie dopuszczalnego poziomu dźwięku. Najbardziej uciążliwe obiekty to sklepy usytuowane blisko zabudowy mieszkaniowej, w których dokuczliwość powodują urządzenia wentylacyjne i dostawy towarów oraz urządzenia nagłaśniające przy lokalach rozrywkowych. Z badań wynika, że najkorzystniejsza z punktu widzenia ochrony pory ciszy nocnej występowała w roku 2015 w województwach warmińsko – mazurskim, opolskim i zachodniopomorskim, zaś w porze dnia w województwach opolskim, łódzkim, lubelskim i warmińsko – mazurskim.